# ロシア鉄道DT1形
DT1形（ロシア語: ДТ1）は、ロシア鉄道（ОАО «Российские железные дороги»）が2005年から導入したバイモード車両である。

## 概要
サンクトペテルブルク中央研究所によって開発されトルジョーク車両工場で製造が行われた、ロシア連邦初のバイモード車両。直流電化区間では架線から受けた電気を用いて電動機を稼働させ、通常の直流電車と同じ仕組みで走行する一方、非電化区間では制御車（先頭車）の床下に設置されたドイツ・MTU製のディーゼルエンジン付き発電機（12V 183 TD13）から電力が供給される。これにより、旧型電車・気動車を用いた場合と比べて運転コストを大幅に削減する事ができる。
ディーゼルエンジン付き発電機を搭載した制御車（Дг）2両、電動機・集電装置が備わっている中間電動車（Мп）1両、そして付随車（Пп）1両によって組成された4両編成を基本としているが、需要に応じて付随車を切り離した3両編成を組む事も出来る。2005年に製造された試作車は2009年以降生産が行われた量産車と比べ前照灯周りの形状が異なっている。
なお、形式名のDT1（ДТ1）は「トルジョーク車両工場（Т）で生産された第1世代のディーゼル列車（Д）」と言う意味である。また、63-9001の識別番号も同時に付けられている。

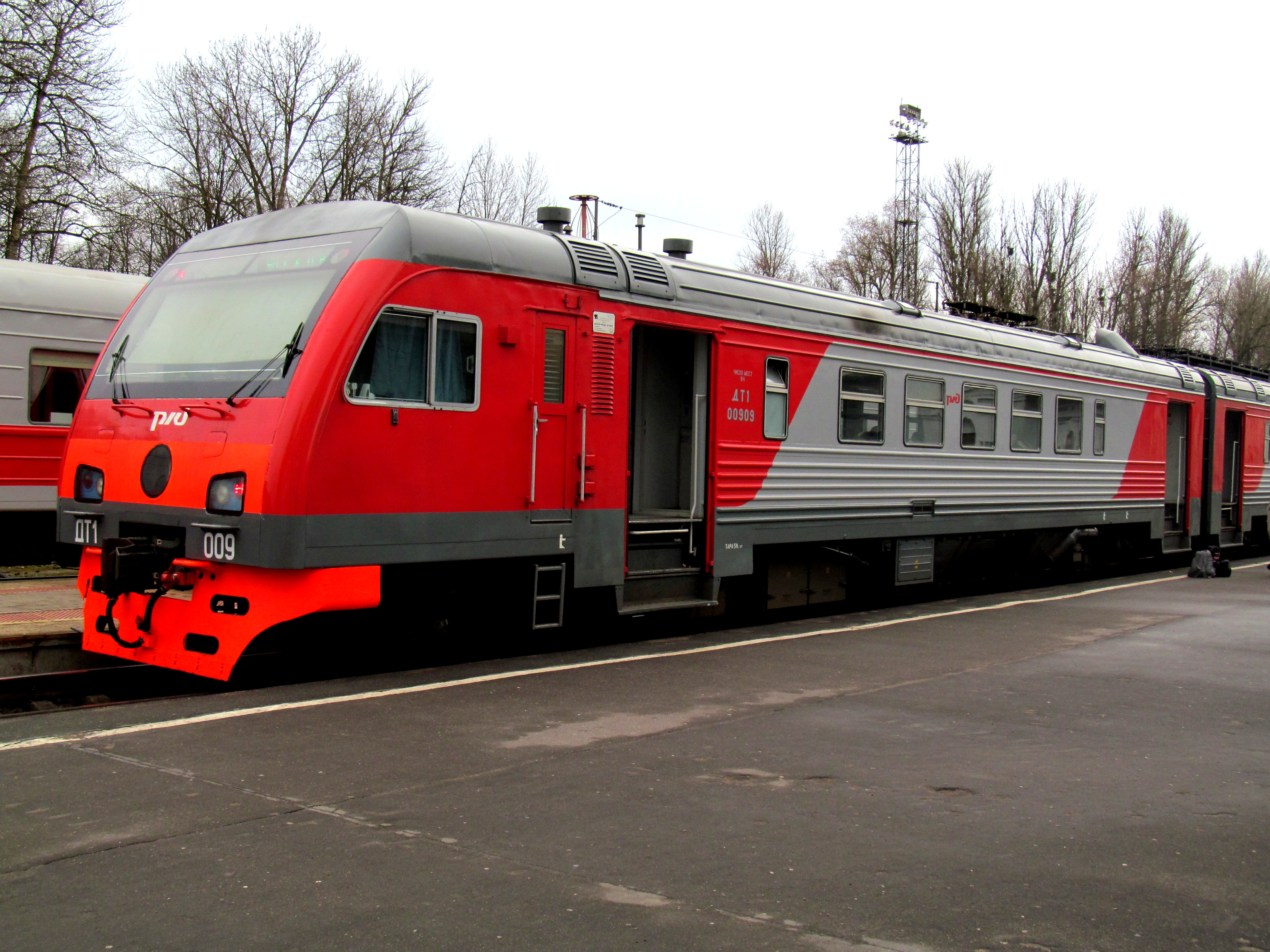
制御車（Дг）
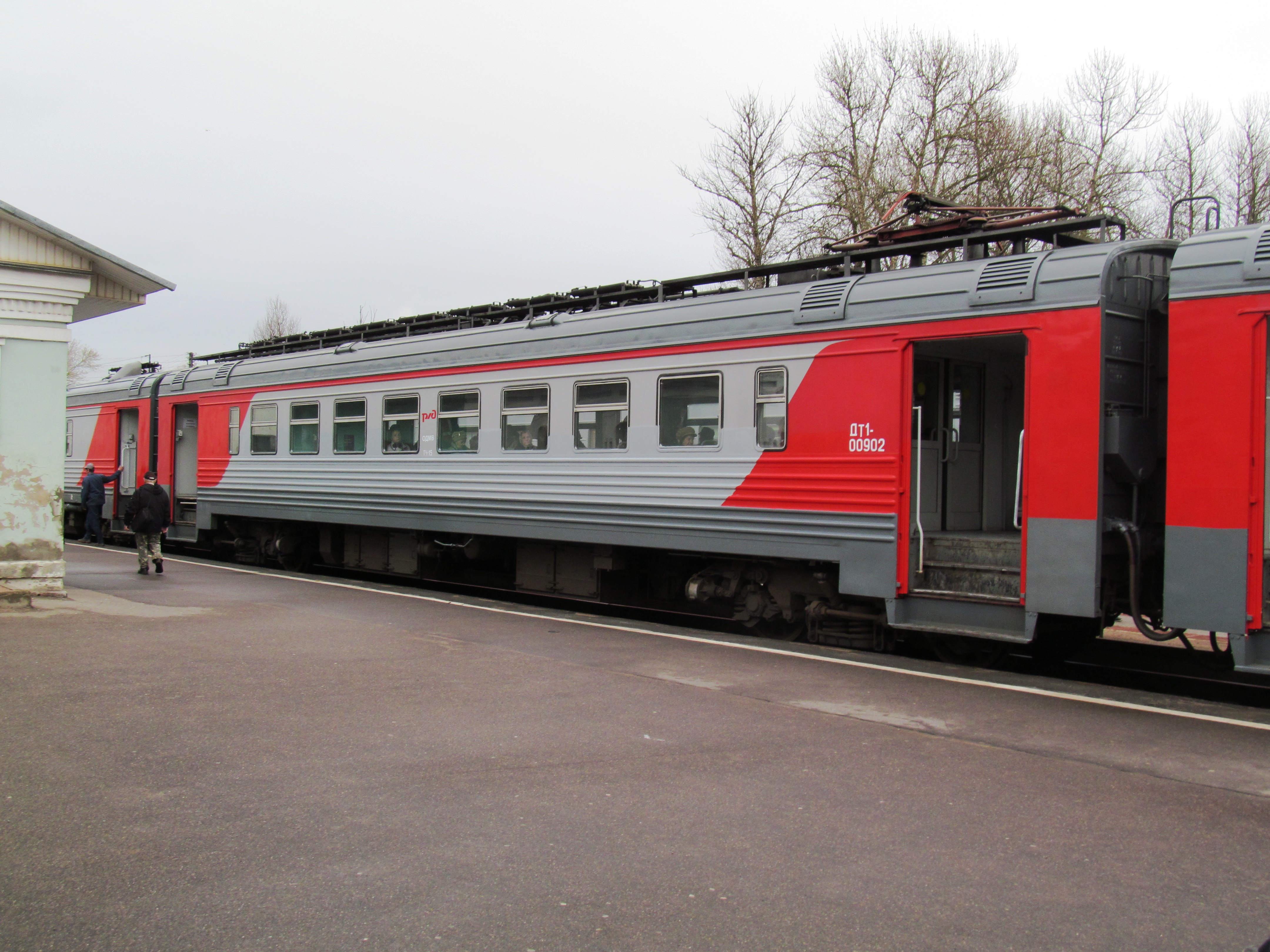
電動車（Мп）
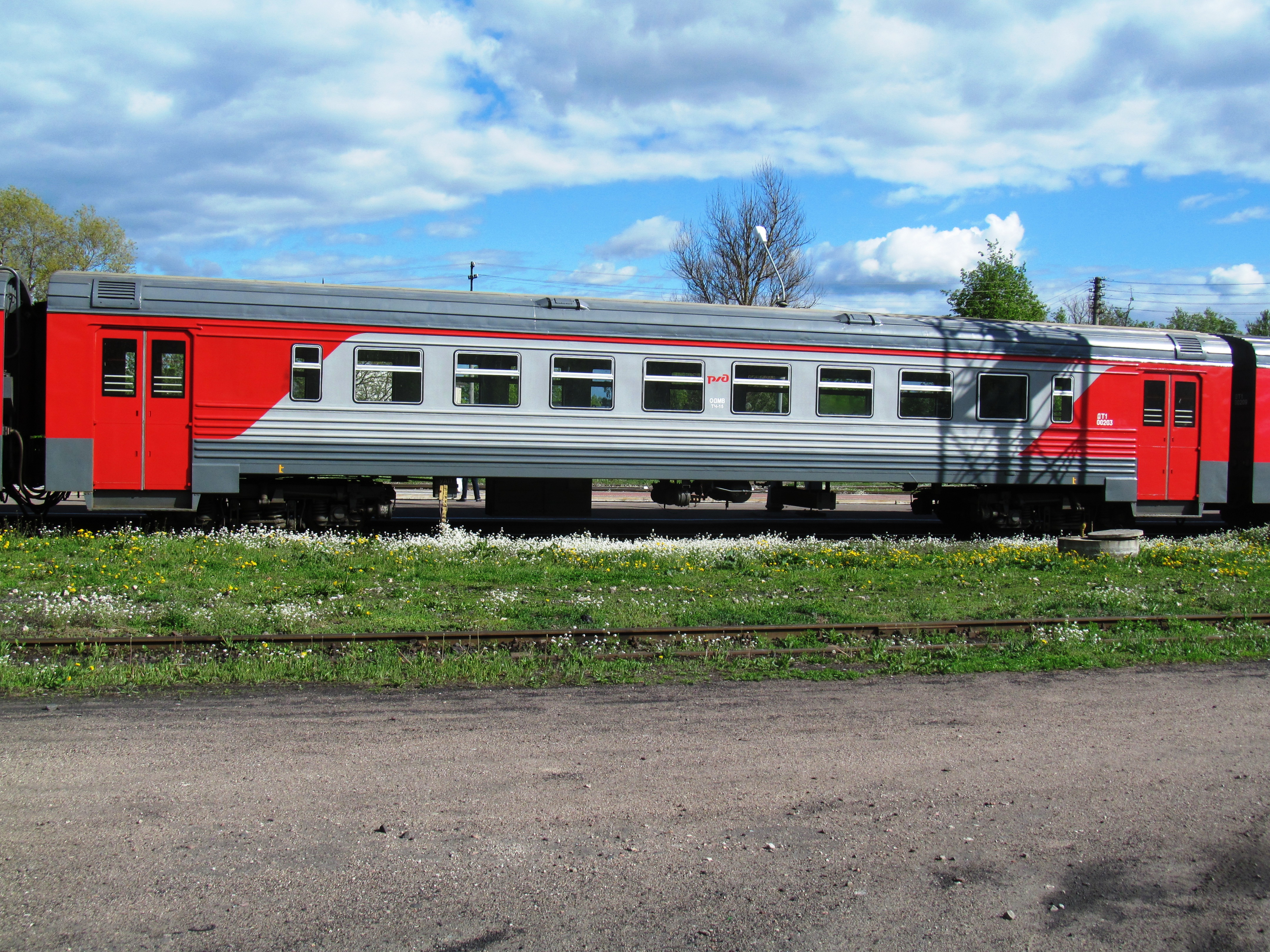
付随車（Пп）

## 運用
2005年に落成した試作車による試験運転が行われた後、2009年5月31日からサンクトペテルブルク～プスコフ間で営業運転を開始した。その際、一般公募によってプスコフのかつての地名にちなみ"プレスコフ"（Плесковъ）の愛称が付けられた。
それ以降サンクトペテルブルクを中心とした各方面の路線に導入が行われたが、特に登場初年度の2009年から2010年の冬季にかけては霜などが原因で電気・電子機器の故障やトイレの閉鎖が相次ぎ、ディーゼル機関車による補助が必要となる事態まで生じた。また2011年12月13日、2013年1月19日には車両火災も発生しており、前者についてはその後火元となった制御車が解体され、同じ番号の車両が再度作られている。
2013年まで製造が行われたが、2016年に製造元のトルジョーク車両工場が破産したため、以降の増備は行われていない。

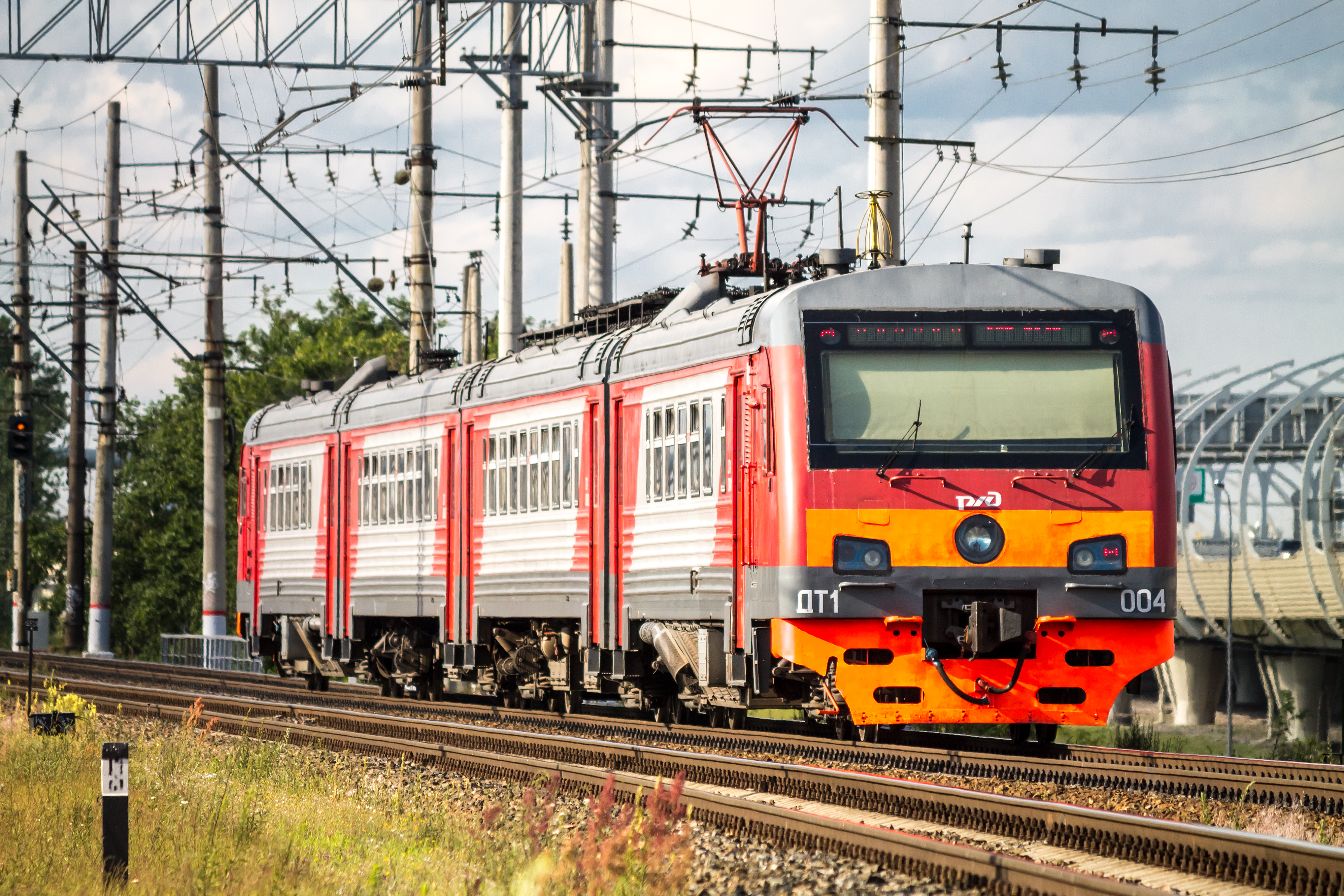
直流電化区間を走行するDT1形
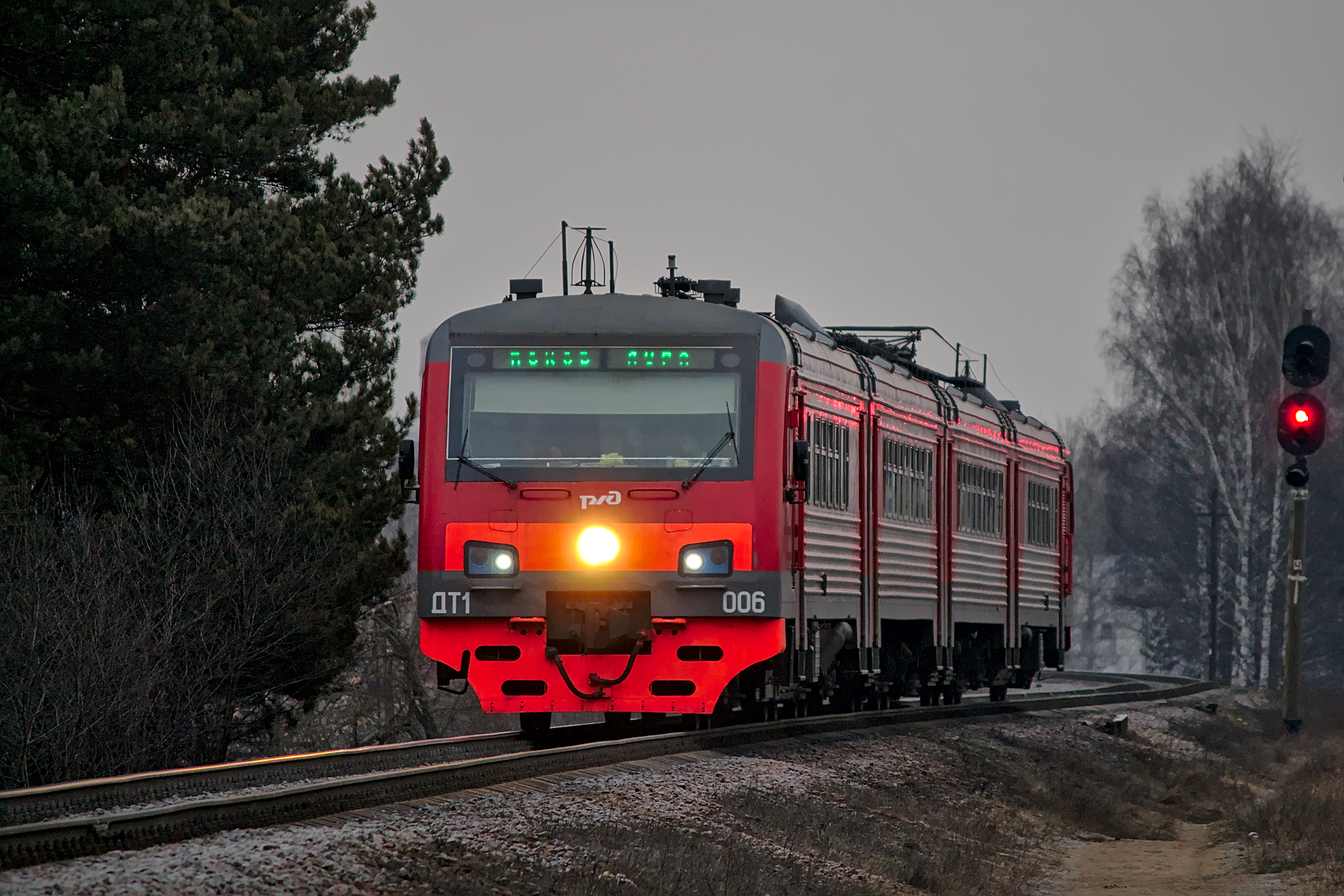
非電化区間を走行するDT1形
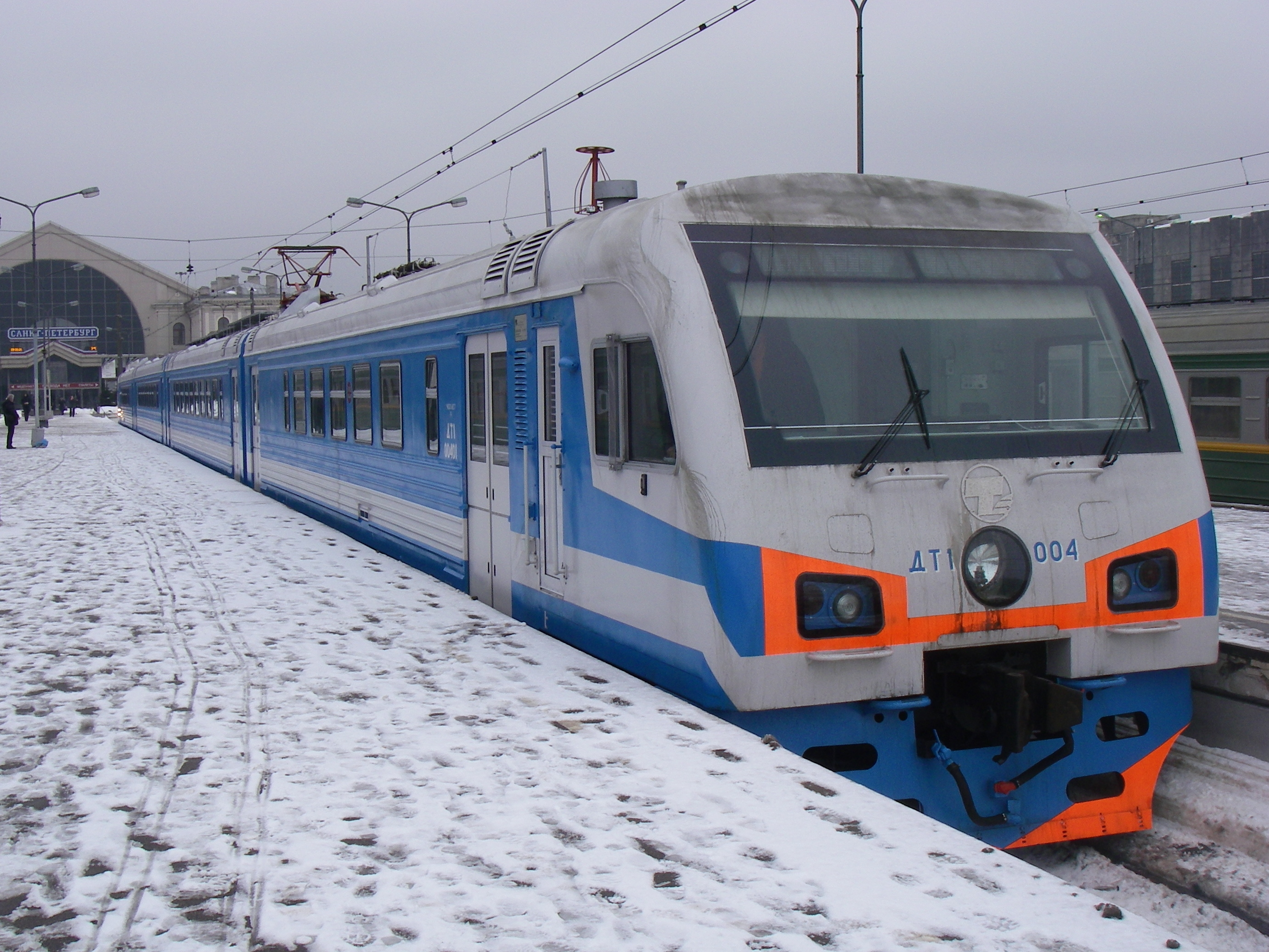
登場時の塗装